# Nicolaus Nicolai Agrell
Nicolaus Nicolai Agrell, död 1692 i Torups församling, Hallands län, var en svensk präst i Torups församling.

## Biografi
Nicolaus Nicolai Agrell studerade vid Uppsala universitet. Han blev rektor vid Varbergs trivialskola och senare regementspastor vid Livregementet. Agrell blev 1679 kyrkoherde i Torups församling, Torups pastorat. Han utnämndes till kyrkoherde i Helsingborgs församling, men dog på en resa dit och begravdes 1692 i Torups församling.